# Akanthophoreidae
Akanthophoreidae é uma família de crustáceos pertencentes à ordem Tanaidacea.
Géneros:
- Akanthophoreus Sieg, 1986
- Brixia Jóźwiak, Drumm, Bird & Błażewicz, 2018
- Chauliopleona Dojiri & Sieg, 1997
- Mimicarhaphura Sieg, 1986
- Parakanthophoreus Larsen & Araújo-Silva, 2014
- Paraleptognatia Kudinova-Pasternak, 1981
- Saurotipleona Bird, 2015
- Stenotanais Bird & Holdich, 1984
- Tumidochelia Knight, Larsen & Heard, 2003